# Andrea Lussu
Andrea Lussu (fl. XVI secolo) è stato un pittore italiano.
A partire dalla fine del XVI secolo, Andrea Lussu dipinse numerose opere presenti nelle parrocchie di Calangianus, Elini, Martis, Sedini, Baunei, Castelsardo.